# 미스에스
미스에스(Miss $)는 JACE, 강민희로 이루어진 대한민국의 힙합 그룹이다. 원래는 오유미, 태혜영의 멤버로 2008년 11월에 데뷔하였으나, 중간에 태혜영이 탈퇴하고 2012년에 강민희를 영입하면서 현재의 멤버 구성을 갖추게 되었다. 소속사는 브랜뉴뮤직이다.

## 역사
이전까지 언더그라운드에서 솔로 활동을 펼쳐왔던 오유미와 태혜영은, 2008년 라이머의 눈에 띄어 오디션을 통해 엠넷미디어(現 코어콘텐츠미디어)에 둥지를 틀고 Miss $를 결성하게 되었다. 이들의 데뷔곡 〈바람피지마〉 뮤직비디오는 정식 공개 전, 남규리가 바람을 피운 남자를 구타하는 일명 "남규리 폭행 동영상"이라는 이름의 티저 영상으로 네티즌들의 이목을 끈 바 있었다. 데뷔 당시 Miss $는 래퍼 2명과 보컬 1명으로 이루어진 3인조 그룹으로 홍보되었으나, 〈바람피지마〉로 활동할 당시에는 같은 소속사였던 남규리가 객원 보컬로 함께 활동하였고 보컬 1명은 계속 "숨겨진" 상태였다. 이들은 여자들의 마음을 녹여내는 힙합을 표방하였으며, 싸이월드 뮤직 차트 10위권에 편입되고 수많은 콘서트에 게스트 러브콜을 받는 등 좋은 반응을 얻었다. 이 반응은 Miss $가 2008년 싸이월드 디지털 뮤직 어워드 "Rookie of the Month"를 수상하는 데까지 이르렀다.
이들은 2009년 초 미니 앨범을 발표하려는 계획이었으나, 여러 사정으로 대신 정규 앨범을 2009년 8월에 발표하였다. 이때 이들은 객원 보컬로 영입한 니모 (NEMO)를 공개하였고, 〈사랑이 뭐길래〉로 활동을 이어나갔다. 이 곡은 발매 당일 M.net, 싸이월드, 네이트 등 온라인 스트리밍 사이트 차트 상위권에 랭크되는 좋은 반응을 얻었으나 뮤직비디오에 살인, 사체 겁탈 등을 암시하는 선정적인 장면들이 포함되어 케이블에서조차 심의에 난색을 표하는 등 이슈가 되었다. 이는 오히려 입소문을 타는데 도움이 되어, 9월부터 방송 활동을 시작한 Miss $가 방송 차트 7위까지 오르는 성적을 거두었다.
이후 브랜뉴 스타덤으로 소속을 옮긴 Miss $는 후속곡을 2010년 9월에 냈으며, 그전에 드라마 《미남이시네요》 OST에 참여하였다. 그리고 한달 후 Miss $의 두 번째 정규 앨범이 발매되었으며, 이번에는 같은 소속사였던 정슬기가 객원 보컬로 활동하였다. 2011년 들어 Miss $는 멤버 태혜영이 탈퇴하였으며, 새 멤버 Jace가 들어왔다. 태혜영의 탈퇴 이유와 정확한 시기는 알려져있지 않다. 두 번째 정규 앨범에 앞서 Jace가 버벌 진트의 〈좋아보여〉를 나름대로 재해석한 〈좋아보여 pt.2〉를 발표하였으며, 두 번째 정규 앨범은 2011년 11월 발표되었다.
2012년 들어서는 작곡가 강민희를 영입, 새로이 3인조로 재편하였으며, 신곡 〈담배 좀 줄여〉를 발표하여 각종 음원 차트에서 1위를 차지하는 등 좋은 평을 받았다. 그러나 이 앨범은 브랜뉴 뮤직에서 발표되었으며, 자연히 오유미의 소속사로 되어있던 스타덤 측에서 이의를 제기하고 나섰고, 결국 브랜뉴 뮤직을 상대로 서울중앙지법에 가처분 신청을 내는 데에 이르렀다. 스타덤은 브랜뉴 뮤직이 멤버 빼가기와 팀명 도용 등 상도의를 지키지 않는 행동을 했다며 "손해배상 청구소송에 앞서 가처분을 신청하게 됐다"라고 밝혔으며, 브랜뉴 뮤직 측은 가처분 신청에 대해 "브랜뉴 스타덤이라는 기획사를 브랜뉴 뮤직과 스타덤으로 분리할 때 양측이 쓴 합의서에 미스에스가 정규 앨범을 한 장 낸 다음에는 어느 회사로 갈지 묻지 않겠다는 내용이 있다"며 "합의서 내용대로 거취를 결정했기 때문에 아무 문제가 없다"라고 설명했다. 비록 재판의 결론은 나지 않은 것으로 보이나 2013년 7월에는 다시 브랜뉴 뮤직 소속으로 새 앨범을 내고 활동을 이어나갔다.

## 디스코그래피
- 2008년 11월 18일 Miss $ Diary 디지털 싱글
- 2009년 8월 26일 Miss $ S Class 정규 앨범
- 2010년 9월 10일 Miss Independent 디지털 싱글
- 2010년 10월 22일 Pro. Miss. U 정규 앨범
- 2011년 11월 22일 Miss_Terious 정규 앨범
- 2012년 9월 26일 《담배 좀 줄여》 디지털 싱글
- 2012년 10월 25일 Miss uS? 디지털 싱글
- 2013년 7월 19일 Lo$t & Found 디지털 싱글
- 2013년 12월 17일 《나도 좀 살자》 디지털 싱글
- 2016년 3월 8일 《영혼없이 말하지마》 디지털 싱글
- 2016년 6월 28일 《피처링》 디지털 싱글

### 합작
- 2013년 3월 5일 As One & Miss $ - The S Part.3

## 구성원

### 현재

#### Jace
JACE는 고등학교때까지 원래 펜싱 선수로써의 커리어를 쌓았으나 친구와 적이 되는 것이 싫다는 이유로 펜싱 선수의 길을 포기하였다. 대신, 고등학교때부터 좋아하게 된 힙합을 자신의 진로로 선택하였고, 2005년 오앤컴퍼니의 연습생으로 들어가 트레이닝을 시작하였다. 그 후 2년간의 트레이닝을 통해 첫 번째 정규앨범을 2007년 10월 발표하고 데뷔하였다. 데뷔 당시 윤희중이 랩 트레이닝을 시켰다고 해서 화제가 되었다.

#### 강민희
DSP 미디어 연습생이었던 강민희는 김성희 탈퇴 후 카라 영입 멤버로 거론되기도 하였으나, 자신의 음악적 색깔과 맞지 않다고 판단하여 DSP 미디어를 나오게 되었다. 이후 빅 마마 등 가요 그룹들의 가이드 보컬 및 미스에스 객원보컬로도 활동하였다. 2012년 9월 미스에스의 정식 멤버로 영입되었다. 2013년 2월에는 솔로 싱글 It's You를 발표하였다.

### 이전 구성원

#### 태혜영
태혜영은 중학교때 힙합을 처음 접하였으며, 2003년 M.net 프로그램 힙합 더 바이브의 컴피티션에서 3주 연속 입상하면서 실력을 알려나갔다. 이후 192라는 이름으로 길미와 함께 클럽 Slug.er에서 192 & Killme라는 이름의 듀오로 활동하였으며, 춘자 등의 가수 음반에서 랩 세션을 맡은 적이 있었다. Miss $로 데뷔 후에는 왁스의 "전화 한 번 못하니"에 피쳐링한 바 있다.

#### 오유미
오유미는 안양예고 문예창작과에서 힙합을 접하게 되었고, 점차 랩 메이킹을 하게 되었다. 그녀의 첫 솔로 활동은 이상 (E.sang) 1집 앨범에 참여한 것이었으며, 2007년 더 빨강 2기와 캣츠 1집의 랩 메이킹 및 랩 디렉터로 활동하였다. 특히, 랩 뮤지컬 래퍼스 파라다이스 시즌 2~3에서 여자 P.Diddy 역할을 맡아 2008년 초까지 무대에 올랐다.

## 이름
- Miss $는 여성을 의미하는 Miss와 "S class"의 S를 합친 것이다. S는 실제로는 정해진 뜻이 없으며, 때로는 "Special", "Sexy"를 의미하기도 한다.[14]